# Friedrich Kuhlau (1719–1785)
Friedrich Kuhlau, född 1719, död 13 december 1785 i Hovförsamlingen, Stockholm, var en svensk hovtrumpetare i Stockholm.

## Biografi
Friedrich Kuhlau föddes 1719. Han spelade trumpet och arbetade som hovtrumpetare. Kuhlau medverkade vid rikshögtidligheterna 1751. Han avled 1785.